# Ototylomys phyllotis
Ototylomys phyllotis (Merriam, 1901) è un roditore della famiglia dei Cricetidi, unica specie del genere Ototylomys (Merriam, 1901), diffuso nell'America centrale.

## Descrizione

### Dimensioni
Roditore di medie dimensioni, con la lunghezza della testa e del corpo tra 95 e 190 mm, la lunghezza della coda tra 100 e 190 mm, la lunghezza del piede tra 26 e 29 mm, la lunghezza delle orecchie tra 24 e 25 mm e un peso fino a 120 g.

### Caratteristiche craniche e dentarie
Il cranio è appiattito e presenta un rostro sottile, le creste sopra-orbitali ben sviluppate e la bolla timpanica ingrossata. I molari hanno le cuspidi e le rientranze disposte in maniera simmetrica.
Sono caratterizzati dalla seguente formula dentaria:

### Aspetto
Il corpo è snello, la pelliccia varia tra le popolazioni montane dove è più lunga rispetto a quelle di pianura. Le parti dorsali sono bruno-grigiastre scure con dei riflessi bruno-rossastri negli individui di Tabasco, bruno-grigiastre in quelli dello Yucatán e della Costa Rica e bruno-nerastro in quelli del Nicaragua, mentre le parti ventrali variano dal color crema al bianco o grigio chiaro. il muso è appuntito, gli occhi e le orecchie sono grandi. La coda è più lunga della testa e del corpo, è priva di peli, rivestita di grosse scaglie e uniformemente brunastra o nerastra. Il cariotipo è 2n=48 FN=78.

## Biologia

### Comportamento
È una specie arboricola e notturna. Si sposta esclusivamente su i rami più bassi e occasionalmente scende sul terreno dove trova rifugio tra ammassi rocciosi, tronchi abbattuti, cavità del suolo e di alberi.

### Alimentazione
Si nutre di frutta e foglie.

### Riproduzione
Si riproduce in qualsiasi periodo dell'anno. Danno alla luce 1-4 piccoli alla volta dopo una gestazione di 52 giorni.

## Distribuzione e habitat
Questa specie è diffuso nell'America centrale, dallo stato messicano meridionale del Chiapas fino alla Costa Rica occidentale. Le osservazioni riportate nello stato di Tabasco sono riferite a resti ritrovati in borre di Barbagianni.
Vive nelle foreste primarie tropicali secche e umide con un denso sottobosco fino a 2.000 metri di altitudine.

## Tassonomia
Sono state riconosciute 3 sottospecie:
- O.p.phyllotis: Penisola dello Yucatán, Belize, Guatemala settentrionale, Honduras, El Salvador, Nicaragua;
- O.p.australis (Osgood, 1931): Costa Rica occidentale;
- O.p.connectens (Sanborn, 1935): stati messicani di Tabasco centrale e Chiapas settentrionale, Guatemala centrale.

## Conservazione
La IUCN Red List, considerato il vasto areale, la popolazione presumibilmente numerosa e la presenza in diverse aree protette, classifica O.phyllotis come specie a rischio minimo (Least Concern).